# Laigné-en-Belin
Laigné-en-Belin era una comuna francesa que estaba situada en el departamento de Sarthe, de la región de Países del Loira, que el 1 de enero de 2025 pasó a formar parte de la comuna nueva de Laigné-Saint-Gervais.

## Demografía
| Gráfica de evolución demográfica de Laigné-en-Belin entre 1800 y 2022 |
|                                                                       |

Los datos demográficos contemplados en este gráfico de la comuna de Laigné-en-Belin se han cogido de 1800 a 1999 de la página francesa EHESS/Cassini, y los demás datos de la página del INSEE.

## Patrimonio
- Arboretum des Quintes